# Kate Quinn (autrice)
Kate Quinn (1981) è una scrittrice statunitense. Nativa della California meridionale, vive attualmente a San Diego con il marito.

## Opere

### L'imperatrice di Roma
1. L'amante di Roma [Mistress of Rome], traduzione di Claudia Criscuolo, Newton Compton, 2013  [2010], ISBN 978-88-541-4746-1.
2. 2012 - Daughters of Rome
3. 2015 - Empress of the Seven Hills[1]
4. 2015 - Lady of the Eternal City

Nel 2015 è uscito anche un capitolo 3.5 chiamato The Three Fates.

### Borgia
1. 2013 - The Serpent and the Pearl
2. 2014 - The Lion and the Rose

### Altri romanzi singoli
- Fiori dalla cenere [The Alice Network], traduzione di Anna Ricci, Editrice Nord, 2019  [2017], ISBN 978-88-429-3182-9.
- La cacciatrice [The Huntress], traduzione di Anna Ricci, Editrice Nord, 2021  [2019], ISBN 978-8842933373.
- Il codice Rose [The Rose Code], traduzione di Anna Ricci, Editrice Nord, 2022  [2021], ISBN 978-8842934219.
- Un diamante nella neve [The Diamond Eye], traduzione di Anna Ricci, Editrice Nord, 2022  [2023], ISBN 9788842935407.
- 2023 - The Phoenix Crown
- I misteri del Briar club [The Briar Club], traduzione di Anna Ricci, Editrice Nord, 2024  [2024], ISBN 9788842936244.

### Collaborazioni
- 2014 - A Day of Fire: A Novel of Pompeii, con Stephanie Dray, Sophie Perinot, Ben Kane e Vicky Alvear Shecter
- 2015 - A Year of Ravens: A Novel of Boudicca's Rebellion, con Ruth Downie, Stephanie Dray, E Knight, Vicky Alvear Shecter, S. J. A. Turney e Russell Whitfield
- 2016 - A Song of War: A novel of Troy, con Christian Cameron, Libbie Hawker, Vicky Alvear Shecter, S. J. A. Turney, Stephanie Thornton e Russell Whitfield
- 2019 - Ribbons of Scarlet: A Novel of the French Revolution's Women, con Stephanie Dray, Laura Kamoie, E Knight, Heather Webb e Sophie Perinot